# Stvořidla (přírodní rezervace)
Stvořidla jsou přírodní rezervací poblíž města Ledeč nad Sázavou v okrese Havlíčkův Brod v nadmořské výšce 358–80 metrů. Oblast spravuje Krajský úřad Kraje Vysočina. S účinností od 15. srpna 2017 byla rezervace znovu vyhlášena Nařízením Kraje Vysočina ze dne 11. července 2017. Důvodem ochrany je typický ekosystém rychle proudícího úseku řeky Sázavy, fragmenty ekosystému štěrbinové vegetace silikátových skal a drolin, lesních pramenišť, dubohabřin, bučin a údolních jasanovo-olšových lužních lesů a ekologicky i esteticky cenný soubor geomorfologických jevů průlomového říčního údolí, zvláště kamenitého řečiště Sázavy s přilehlou nivou.